# Rencor
Pour plus de détails, voir Fiche technique et Distribution.
Rencor est un film espagnol réalisé par Miguel Albaladejo, sorti en 2002.

## Synopsis
Chelo Zamora une chanteuse dont la carrière bat de l'aile, retrouve un ancien amant, Toni devenu criminel et sans-abri.

## Fiche technique
- Titre : Rencor
- Réalisation : Miguel Albaladejo
- Scénario : Miguel Albaladejo
- Musique : Lucio Godoy
- Photographie : Alfonso Sanz
- Montage : Pablo Blanco
- Production : Enrique González Macho, José Nolla, Ximo Pérez, Antonio Saura et José Velasco
- Société de production : Alta Producción, Icónica, TVV, Trivisión, Vía Digital et Zebra Producciones
- Pays :  Espagne
- Genre : Drame
- Durée : 106 minutes
- Dates de sortie : 
  -  Espagne : 31 mai 2002

## Distribution
- Lolita Flores : Chelo
- Jorge Perugorría : Toni
- Elena Anaya : Esther
- Mar Regueras : Natalia
- Jorge Alcázar : Paco
- Roman Luknár : Román
- Geli Albaladejo : Maribel
- Noé Alcázar : Miguel Ángel
- Roberto Hernández : Marcos
- Joan Monleón : Francisco
- Santiago Crespo : Tito
- Ángel Alcázar : Rubén
- Raúl Monjas : Paco Gramos

## Distinctions
Le film a été nommé au prix Goya de la meilleure actrice dans un second rôle pour Mar Regueras et a reçu le prix Goya du meilleur espoir féminin pour Lolita Flores.